# Rhene formosa
Rhene formosa är en spindelart som beskrevs av Rollard, Wesolowska 2002. Rhene formosa ingår i släktet Rhene och familjen hoppspindlar. Inga underarter finns listade i Catalogue of Life.